# バレンティン・バルコ
バレンティン・バルコ（スペイン語: Valentín Barco、2004年7月23日 - ）は、アルゼンチン・ブエノスアイレス州ベインティシンコ・デ・マヨ出身のサッカー選手。リーグ・アン・RCストラスブール所属。アルゼンチン代表。ポジションはDF。

## クラブ歴
3歳の時にスポルティーボACの下部組織に加入し、ノルベルト・デ・ラ・リエストラを経て2014年にボカ・ジュニアーズの下部組織に移った。2021年7月17日に行われたプリメーラ・ディビシオンでスターティングメンバーに選出され選手初出場を記録した。同年10月にはネクスト・ジェネレーション2021に選出された。2023年6月30日にコパ・リベルタドーレス2023で選手初得点を記録した。同年にはマンチェスター・シティFCやブライトン・アンド・ホーヴ・アルビオンFC、チェルシーFCが獲得に動いた。
2024年1月20日、ブライトン・アンド・ホーヴ・アルビオンFCに4年半契約で移籍した。
2024年8月23日、セビージャFCにレンタル移籍した。
2025年2月2日、RCストラスブールにレンタル移籍した。

## 代表歴
U-15代表として2019 南米U-15選手権、U-20代表として2023 FIFA U-20ワールドカップに参加した。